# Grand Prix E3 2012
La 55e édition du Grand Prix E3 a eu lieu le 23 mars 2012. Il s'agit de la 6e épreuve de l'UCI World Tour 2012. Elle est remportée par le Belge Tom Boonen (Omega Pharma-Quick Step), devançant au sprint l'Espagnol Óscar Freire (Katusha) et l'Autrichien Bernhard Eisel (Sky).

## Présentation

### Parcours
Le départ et l'arrivée de la course sont situés à Harelbeke. Treize monts sont empruntés. Le premier d'entre eux est le Mur de Grammont, qui figure pour la première fois au parcours du Grand Prix E3, tandis qu'il ne fait plus partie de celui du Tour des Flandres, dont il était le « juge de paix »,.
| Num | Nom             | Kilomètre | Revêtement | Longueur (m) | Pente moyenne | Kilomètre de l'arrivée |
| --- | --------------- | --------- | ---------- | ------------ | ------------- | ---------------------- |
| 1   | Mur de Grammont | 99        | pavé       | 900          | 9,3 %         | 104                    |
| 2   | La Houppe       | 122       | asphalte   | 3440         | 3,32 %        | 81                     |
| 3   | Berg Stene      | 129       | asphalte   | 1560         | 7,3 %         | 74                     |
| 4   | Boigneberg      | 134       | béton      | 2180         | 5,8 %         | 69                     |
| 5   | Eikenberg       | 139       | pavé       | 1200         | 5,5 %         | 64                     |
| 6   | Stationsberg    | 143       | pavé       | 460          | 3,2 %         | 60                     |
| 7   | Taaienberg      | 148       | pavé       | 1250         | 9,5 %         | 55                     |
| 8   | Oude Kruiskens  | 156       | pavé       | 1270         | 6 %           | 47                     |
| 9   | Kapelberg       | 160       | asphalte   | 1260         | 7,14 %        | 43                     |
| 10  | Paterberg       | 164       | pavé       | 362          | 12 %          | 39                     |
| 11  | Vieux Quaremont | 169       | pavé       | 2200         | 4,2 %         | 34                     |
| 12  | Côte de Trieu   | 178       | asphalte   | 1530         | 5,3 %         | 25                     |
| 13  | Tiegemberg      | 188       | asphalte   | 1000         | 6,5 %         | 15                     |

### Équipes
L'organisateur a communiqué la liste des équipes invitées le 8 février 2012. 25 équipes participent à ce Grand Prix E3 - 18 ProTeams et 7 équipes continentales professionnelles :

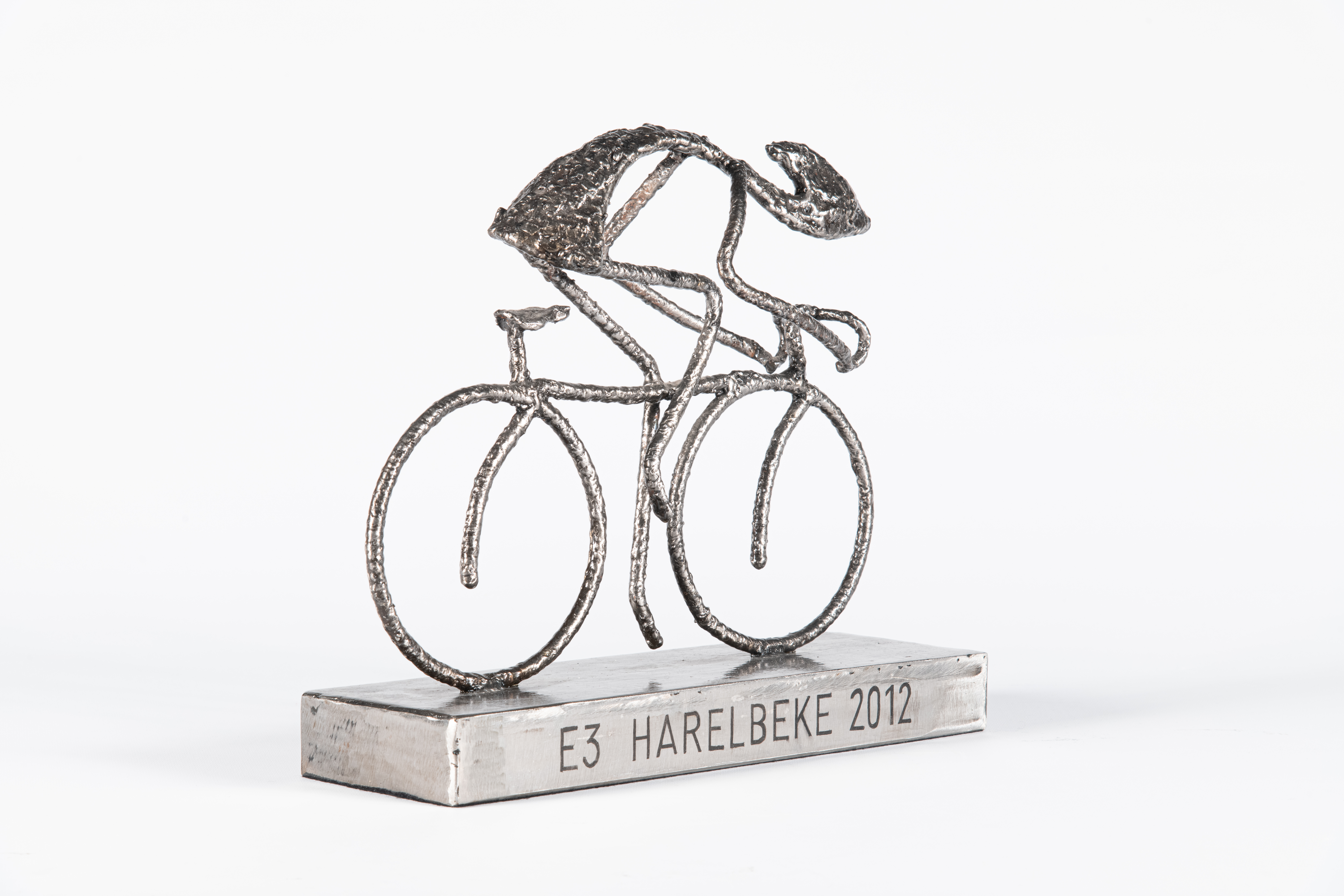
Trophée de E3 2012 gangé par Tom Boonen (collection KOERS. Musée de la Course Cycliste)

| ProTeams (18)- AG2R La Mondiale - Astana - BMC Racing Team - Euskaltel-Euskadi - FDJ-BigMat - Garmin-Barracuda - Katusha Team - Lampre-ISD - Liquigas-Cannondale - Lotto-Belisol - Movistar Team - Omega Pharma-Quick Step - GreenEDGE - Rabobank - RadioShack-Nissan - Saxo Bank - Sky - Vacansoleil - DCM Équipes continentales professionnelles (7)- Accent Jobs-Willems Veranda's - Landbouwkrediet-Euphony - Topsport Vlaanderen-Mercator - Project 1t4i - Team Europcar - Cofidis, le Crédit en Ligne - Farnese Vini-Selle Italia |
| |

### Favoris
Le Suisse Fabian Cancellara (RadioShack-Nissan) est le grand favori après sa victoire sur l'édition précédente mais aussi par son état de forme qui l'a amené à une deuxième place lors du dernier Milan-San Remo. Son principal adversaire sera le Belge Tom Boonen (Omega Pharma-Quick Step), quadruple vainqueur de l'épreuve et auteur d'un très bon début de saison avec cinq succès.
Les autres candidats à la victoire sont les Belges Philippe Gilbert (BMC Racing) et Sep Vanmarcke (Garmin-Barracuda) vainqueur cette année du Circuit Het Nieuwsblad, l'Italien Filippo Pozzato (Farnese Vini-Selle Italia) et le Slovaque Peter Sagan (Liquigas-Cannondale).
Le Néerlandais Niki Terpstra, vainqueur deux jours plus tôt d'À travers les Flandres et le Français Sylvain Chavanel tous les deux coéquipiers de Tom Boonen seront aussi à surveiller, tout comme l'ancien double vainqueur du Tour des Flandres le Belge Stijn Devolder (Vacansoleil-DCM), son compatriote et dernier vainqueur de Paris-Roubaix, Johan Vansummeren (Garmin-Barracuda), les BMC Racing composés de l'Italien Alessandro Ballan, de l'Américain George Hincapie et du Norvégien Thor Hushovd, le duo de la Rabobank, le Néerlandais Lars Boom et le Danois Matti Breschel et d'un autre danois Lars Ytting Bak (Lotto-Belisol).

## Récit de la course
Après de nombreuses tentatives d'attaquants, la victoire se joue finalement au sprint dans un groupe d'une quarantaine de coureurs.

## Classements

### Classement final
| \| Classement général \| Classement général \| Classement général \| Classement général \| Classement général \| \| Coureur \| Coureur \| Pays \| Équipe \| Temps \| \| ------------------ \| -------------------- \| ------------------ \| ---------------------------- \| ------------------ \| \| 1er \| Tom Boonen \| Belgique \| Omega Pharma-Quick Step \| 4 h 51 min 59 s \| \| 2e \| Óscar Freire \| Espagne \| Katusha \| + 0 s \| \| 3e \| Bernhard Eisel \| Autriche \| Team Sky \| + 0 s \| \| 4e \| Leonardo Duque \| Colombie \| Cofidis, le Crédit en Ligne \| + 0 s \| \| 5e \| Sep Vanmarcke \| Belgique \| Garmin-Barracuda \| + 0 s \| \| 6e \| John Degenkolb \| Allemagne \| Project 1t4i \| + 0 s \| \| 7e \| Matthieu Ladagnous \| France \| FDJ-BigMat \| + 0 s \| \| 8e \| Alexandre Pichot \| France \| Team Europcar \| + 0 s \| \| 9e \| Alessandro Ballan \| Italie \| BMC Racing Team \| + 0 s \| \| 10e \| Sébastien Turgot \| France \| Team Europcar \| + 0 s \| \| 11e \| Matti Breschel \| Danemark \| Rabobank \| + 0 s \| \| 12e \| Jens Keukeleire \| Belgique \| GreenEDGE \| + 0 s \| \| 13e \| Michael Mørkøv \| Danemark \| Saxo Bank \| + 0 s \| \| 14e \| Peter Sagan \| Slovaquie \| Liquigas-Cannondale \| + 0 s \| \| 15e \| Maxim Iglinskiy \| Kazakhstan \| Astana \| + 0 s \| \| 16e \| Edvald Boasson Hagen \| Norvège \| Team Sky \| + 0 s \| \| 17e \| Lloyd Mondory \| France \| AG2R La Mondiale \| + 0 s \| \| 18e \| Marco Marcato \| Italie \| Vacansoleil-DCM \| + 0 s \| \| 19e \| Björn Leukemans \| Belgique \| Vacansoleil-DCM \| + 0 s \| \| 20e \| Preben Van Hecke \| Belgique \| Topsport Vlaanderen-Mercator \| + 0 s \| |                      |            |                              |                 |
| |                      |            |                              |                 |
| Source : ProCyclingStats |                      |            |                              |                 |
| Classement général |                      |            |                              |                 |
| Coureur | Coureur              | Pays       | Équipe                       | Temps           |
| 1er | Tom Boonen           | Belgique   | Omega Pharma-Quick Step      | 4 h 51 min 59 s |
| 2e | Óscar Freire         | Espagne    | Katusha                      | + 0 s           |
| 3e | Bernhard Eisel       | Autriche   | Team Sky                     | + 0 s           |
| 4e | Leonardo Duque       | Colombie   | Cofidis, le Crédit en Ligne  | + 0 s           |
| 5e | Sep Vanmarcke        | Belgique   | Garmin-Barracuda             | + 0 s           |
| 6e | John Degenkolb       | Allemagne  | Project 1t4i                 | + 0 s           |
| 7e | Matthieu Ladagnous   | France     | FDJ-BigMat                   | + 0 s           |
| 8e | Alexandre Pichot     | France     | Team Europcar                | + 0 s           |
| 9e | Alessandro Ballan    | Italie     | BMC Racing Team              | + 0 s           |
| 10e | Sébastien Turgot     | France     | Team Europcar                | + 0 s           |
| 11e | Matti Breschel       | Danemark   | Rabobank                     | + 0 s           |
| 12e | Jens Keukeleire      | Belgique   | GreenEDGE                    | + 0 s           |
| 13e | Michael Mørkøv       | Danemark   | Saxo Bank                    | + 0 s           |
| 14e | Peter Sagan          | Slovaquie  | Liquigas-Cannondale          | + 0 s           |
| 15e | Maxim Iglinskiy      | Kazakhstan | Astana                       | + 0 s           |
| 16e | Edvald Boasson Hagen | Norvège    | Team Sky                     | + 0 s           |
| 17e | Lloyd Mondory        | France     | AG2R La Mondiale             | + 0 s           |
| 18e | Marco Marcato        | Italie     | Vacansoleil-DCM              | + 0 s           |
| 19e | Björn Leukemans      | Belgique   | Vacansoleil-DCM              | + 0 s           |
| 20e | Preben Van Hecke     | Belgique   | Topsport Vlaanderen-Mercator | + 0 s           |

## Liste des participants
- Liste de départ complète

| Légende | Légende                                                     | Légende | Légende                                          |
| ------- | ----------------------------------------------------------- | ------- | ------------------------------------------------ |
| Num     | Dossard de départ porté par le coureur sur ce Grand Prix E3 | Pos     | Position à l'arrivée de la course                |
| NP      | Indique un coureur qui n'a pas pris le départ de la course  | AB      | Indique un coureur qui n'a pas terminé la course |
| HD      | Indique un coureur qui a terminé la course hors des délais  |         |                                                  |

| RadioShack-Nissan RNT | RadioShack-Nissan RNT                        | RadioShack-Nissan RNT |
| --------------------- | -------------------------------------------- | --------------------- |
| Num                   | Coureur                                      | Pos                   |
| 1                     | Fabian Cancellara (SUI) → Champion de Suisse | 22e                   |
| 2                     | Daniele Bennati (ITA)                        | 59e                   |
| 3                     | Tony Gallopin (FRA)                          | 58e                   |
| 4                     | Markel Irizar (ESP)                          | AB                    |
| 5                     | Jesse Sergent (NZL)                          | AB                    |
| 6                     | Yaroslav Popovych (UKR)                      | 104e                  |
| 7                     | Hayden Roulston (NZL)                        | AB                    |
| 8                     | Grégory Rast (SUI)                           | 52e                   |

| BMC Racing BMC | BMC Racing BMC                                | BMC Racing BMC |
| -------------- | --------------------------------------------- | -------------- |
| Num            | Coureur                                       | Pos            |
| 11             | Philippe Gilbert (BEL) → Champion de Belgique | AB             |
| 12             | Alessandro Ballan (ITA)                       | 9e             |
| 13             | Marcus Burghardt (GER)                        | 92e            |
| 14             | George Hincapie (USA)                         | AB             |
| 15             | Thor Hushovd (NOR)                            | AB             |
| 16             | Adam Blythe (GBR)                             | AB             |
| 17             | Michael Schär (SUI)                           | 40e            |
| 18             | Greg Van Avermaet (BEL)                       | 26e            |

| Lotto-Belisol LTB | Lotto-Belisol LTB       | Lotto-Belisol LTB |
| ----------------- | ----------------------- | ----------------- |
| Num               | Coureur                 | Pos               |
| 21                | Lars Ytting Bak (DEN)   | NP                |
| 22                | Sander Cordeel (BEL)    | AB                |
| 23                | Jens Debusschere (BEL)  | AB                |
| 24                | Gert Dockx (BEL)        | 60e               |
| 25                | Maarten Neyens (BEL)    | AB                |
| 26                | Vicente Reynés (ESP)    | 103e              |
| 27                | Fréderique Robert (BEL) | AB                |
| 28                | Frederik Willems (BEL)  | 96e               |

| Omega Pharma-Quick Step OPQ | Omega Pharma-Quick Step OPQ                 | Omega Pharma-Quick Step OPQ |
| --------------------------- | ------------------------------------------- | --------------------------- |
| Num                         | Coureur                                     | Pos                         |
| 31                          | Tom Boonen (BEL)                            | 1er                         |
| 32                          | Michał Kwiatkowski (POL)                    | 41e                         |
| 33                          | Sylvain Chavanel (FRA) → Champion de France | 33e                         |
| 34                          | Matteo Trentin (ITA)                        | 90e                         |
| 35                          | Iljo Keisse (BEL)                           | AB                          |
| 36                          | Niki Terpstra (NED)                         | 25e                         |
| 37                          | Guillaume Van Keirsbulck (BEL)              | 82e                         |
| 38                          | Stijn Vandenbergh (BEL)                     | 44e                         |

| AG2R La Mondiale ALM | AG2R La Mondiale ALM    | AG2R La Mondiale ALM |
| -------------------- | ----------------------- | -------------------- |
| Num                  | Coureur                 | Pos                  |
| 41                   | Manuel Belletti (ITA)   | 105e                 |
| 42                   | Gregor Gazvoda (SLO)    | 100e                 |
| 43                   | Steve Houanard (FRA)    | AB                   |
| 44                   | Kristof Goddaert (BEL)  | AB                   |
| 45                   | Sébastien Hinault (FRA) | AB                   |
| 46                   | Romain Lemarchand (FRA) | AB                   |
| 47                   | Lloyd Mondory (FRA)     | 17e                  |
| 48                   | Boris Shpilevsky (RUS)  | AB                   |

| Astana AST | Astana AST               | Astana AST |
| ---------- | ------------------------ | ---------- |
| Num        | Coureur                  | Pos        |
| 51         | Assan Bazayev (KAZ)      | 68e        |
| 52         | Borut Božič (SLO)        | AB         |
| 53         | Dmitriy Gruzdev (KAZ)    | AB         |
| 54         | Jacopo Guarnieri (ITA)   | AB         |
| 55         | Maxim Iglinskiy (KAZ)    | 15e        |
| 56         | Valentin Iglinskiy (KAZ) | AB         |
| 57         | Dmitriy Muravyev (KAZ)   | 21e        |

| Euskaltel-Euskadi EUS | Euskaltel-Euskadi EUS       | Euskaltel-Euskadi EUS |
| --------------------- | --------------------------- | --------------------- |
| Num                   | Coureur                     | Pos                   |
| 62                    | Ricardo García Ambroa (ESP) | 83e                   |
| 63                    | Gorka Izagirre (ESP)        | 30e                   |
| 64                    | Ion Izagirre (ESP)          | 91e                   |
| 65                    | Juan José Oroz (ESP)        | AB                    |
| 66                    | Rubén Pérez (ESP)           | AB                    |
| 67                    | Adrián Sáez (ESP)           | AB                    |
| 68                    | Pablo Urtasun (ESP)         | AB                    |

| FDJ-BigMat FDJ | FDJ-BigMat FDJ           | FDJ-BigMat FDJ |
| -------------- | ------------------------ | -------------- |
| Num            | Coureur                  | Pos            |
| 71             | William Bonnet (FRA)     | AB             |
| 72             | David Boucher (FRA)      | AB             |
| 73             | Anthony Geslin (FRA)     | AB             |
| 74             | Frédéric Guesdon (FRA)   | AB             |
| 75             | Yauheni Hutarovich (BLR) | AB             |
| 76             | Geoffrey Soupe (FRA)     | 77e            |
| 77             | Matthieu Ladagnous (FRA) | 7e             |
| 78             | Dominique Rollin (CAN)   | 86e            |

| GreenEDGE GEC | GreenEDGE GEC                         | GreenEDGE GEC |
| ------------- | ------------------------------------- | ------------- |
| Num           | Coureur                               | Pos           |
| 81            | Baden Cooke (AUS)                     | 78e           |
| 82            | Jens Keukeleire (BEL)                 | 12e           |
| 83            | Jens Mouris (NED)                     | AB            |
| 84            | Sebastian Langeveld (NED)             | 24e           |
| 85            | Travis Meyer (AUS)                    | AB            |
| 86            | Aidis Kruopis (LTU)                   | AB            |
| 87            | Svein Tuft (CAN) → Champion du Canada | 102e          |
| 88            | Matthew Wilson (AUS)                  | AB            |

| Katusha KAT | Katusha KAT                                           | Katusha KAT |
| ----------- | ----------------------------------------------------- | ----------- |
| Num         | Coureur                                               | Pos         |
| 91          | Xavier Florencio (ESP)                                | 35e         |
| 92          | Óscar Freire (ESP)                                    | 2e          |
| 93          | Simon Špilak (SLO)                                    | 66e         |
| 94          | Mikhail Ignatiev (RUS)                                | AB          |
| 95          | Vladimir Isaychev (RUS)                               | 81e         |
| 96          | Alexander Kristoff (NOR) → Champion de Norvège        | 94e         |
| 97          | Aliaksandr Kuschynski (BLR) → Champion de Biélorussie | AB          |
| 98          | Luca Paolini (ITA)                                    | 28e         |

| Lampre-ISD LAM | Lampre-ISD LAM                          | Lampre-ISD LAM |
| -------------- | --------------------------------------- | -------------- |
| Num            | Coureur                                 | Pos            |
| 101            | Grega Bole (SLO) → Champion de Slovénie | 101e           |
| 102            | Vitaliy Buts (UKR)                      | AB             |
| 103            | Davide Cimolai (ITA)                    | AB             |
| 104            | Massimo Graziato (ITA)                  | AB             |
| 105            | Danilo Hondo (GER)                      | 29e            |
| 106            | Yuriy Krivtsov (FRA)                    | AB             |
| 108            | Davide Viganò (ITA)                     | 56e            |

| Liquigas-Cannondale LIQ | Liquigas-Cannondale LIQ                   | Liquigas-Cannondale LIQ |
| ----------------------- | ----------------------------------------- | ----------------------- |
| Num                     | Coureur                                   | Pos                     |
| 111                     | Maciej Bodnar (POL)                       | 84e                     |
| 112                     | Mauro Da Dalto (ITA)                      | 76e                     |
| 113                     | Tiziano Dall'Antonia (ITA)                | AB                      |
| 114                     | Ted King (USA)                            | 80e                     |
| 115                     | Kristjan Koren (SLO)                      | 38e                     |
| 116                     | Alan Marangoni (ITA)                      | AB                      |
| 117                     | Daniel Oss (ITA)                          | 31e                     |
| 118                     | Peter Sagan (SVK) → Champion de Slovaquie | 14e                     |

| Movistar MOV | Movistar MOV                                  | Movistar MOV |
| ------------ | --------------------------------------------- | ------------ |
| Num          | Coureur                                       | Pos          |
| 121          | Enrique Sanz (ESP)                            | AB           |
| 122          | Imanol Erviti (ESP)                           | 88e          |
| 123          | Jesús Herrada (ESP)                           | AB           |
| 124          | Ignatas Konovalovas (LTU)                     | 87e          |
| 125          | Pablo Lastras (ESP)                           | 32e          |
| 126          | José Joaquín Rojas (ESP) → Champion d'Espagne | 64e          |
| 127          | Francisco Ventoso (ESP)                       | 65e          |
| 128          | Giovanni Visconti (ITA) → Champion d'Italie   | 57e          |

| Rabobank RAB | Rabobank RAB             | Rabobank RAB |
| ------------ | ------------------------ | ------------ |
| Num          | Coureur                  | Pos          |
| 131          | Carlos Barredo (ESP)     | AB           |
| 132          | Lars Boom (NED)          | 36e          |
| 133          | Matti Breschel (DEN)     | 11e          |
| 134          | Jos van Emden (NED)      | 53e          |
| 135          | Bram Tankink (NED)       | AB           |
| 136          | Maarten Tjallingii (NED) | 63e          |
| 137          | Dennis van Winden (NED)  | 23e          |
| 138          | Maarten Wynants (BEL)    | AB           |

| Sky SKY | Sky SKY                    | Sky SKY |
| ------- | -------------------------- | ------- |
| Num     | Coureur                    | Pos     |
| 142     | Bernhard Eisel (AUT)       | 3e      |
| 143     | Edvald Boasson Hagen (NOR) | 16e     |
| 145     | Jeremy Hunt (GBR)          | AB      |
| 146     | Christian Knees (GER)      | 97e     |
| 147     | Ian Stannard (GBR)         | 48e     |
| 148     | Christopher Sutton (AUS)   | AB      |

| Garmin-Barracuda GRM | Garmin-Barracuda GRM    | Garmin-Barracuda GRM |
| -------------------- | ----------------------- | -------------------- |
| Num                  | Coureur                 | Pos                  |
| 151                  | Heinrich Haussler (AUS) | 93e                  |
| 152                  | Andreas Klier (GER)     | 106e                 |
| 153                  | Martijn Maaskant (NED)  | AB                   |
| 154                  | David Millar (GBR)      | AB                   |
| 155                  | Alex Rasmussen (DEN)    | AB                   |
| 156                  | Jacob Rathe (USA)       | AB                   |
| 157                  | Johan Vansummeren (BEL) | AB                   |
| 158                  | Sep Vanmarcke (BEL)     | 5e                   |

| Saxo Bank SAX | Saxo Bank SAX               | Saxo Bank SAX |
| ------------- | --------------------------- | ------------- |
| Num           | Coureur                     | Pos           |
| 161           | Kasper Klostergaard (DEN)   | 71e           |
| 162           | Karsten Kroon (NED)         | 43e           |
| 163           | Anders Lund (DEN)           | 69e           |
| 164           | Jarosław Marycz (POL)       | 85e           |
| 165           | Michael Mørkøv (DEN)        | 13e           |
| 166           | Lucas Sebastián Haedo (ARG) | AB            |
| 167           | Matteo Tosatto (ITA)        | 46e           |
| 168           | Troels Vinther (DEN)        | 95e           |

| Vacansoleil-DCM VCD | Vacansoleil-DCM VCD      | Vacansoleil-DCM VCD |
| ------------------- | ------------------------ | ------------------- |
| Num                 | Coureur                  | Pos                 |
| 171                 | Stijn Devolder (BEL)     | 45e                 |
| 172                 | Gustav Larsson (SWE)     | 39e                 |
| 173                 | Björn Leukemans (BEL)    | 19e                 |
| 174                 | Marco Marcato (ITA)      | 18e                 |
| 175                 | Wouter Mol (NED)         | 51e                 |
| 176                 | Martin Mortensen (DEN)   | AB                  |
| 177                 | Mirko Selvaggi (ITA)     | AB                  |
| 178                 | Frederik Veuchelen (BEL) | 99e                 |

| Accent Jobs-Willems Veranda's ACC | Accent Jobs-Willems Veranda's ACC | Accent Jobs-Willems Veranda's ACC |
| --------------------------------- | --------------------------------- | --------------------------------- |
| Num                               | Coureur                           | Pos                               |
| 181                               | Andy Cappelle (BEL)               | 49e                               |
| 182                               | Wim De Vocht (BEL)                | AB                                |
| 183                               | Rob Goris (BEL)                   | AB                                |
| 184                               | Leif Hoste (BEL)                  | 47e                               |
| 185                               | Grégory Habeaux (BEL)             | AB                                |
| 186                               | Staf Scheirlinckx (BEL)           | AB                                |
| 187                               | Arnoud van Groen (NED)            | AB                                |
| 188                               | James Vanlandschoot (BEL)         | 89e                               |

| Cofidis COF | Cofidis COF               | Cofidis COF |
| ----------- | ------------------------- | ----------- |
| Num         | Coureur                   | Pos         |
| 191         | Edwig Cammaerts (BEL)     | AB          |
| 192         | Leonardo Duque (COL)      | 4e          |
| 193         | Julien Fouchard (FRA)     | 61e         |
| 194         | Egoitz García (ESP)       | AB          |
| 195         | Jan Ghyselinck (BEL)      | AB          |
| 196         | Adrien Petit (FRA)        | AB          |
| 197         | Aleksejs Saramotins (LAT) | 62e         |
| 198         | Nico Sijmens (BEL)        | AB          |

| Farnese Vini-Selle Italia FAR | Farnese Vini-Selle Italia FAR | Farnese Vini-Selle Italia FAR |
| ----------------------------- | ----------------------------- | ----------------------------- |
| Num                           | Coureur                       | Pos                           |
| 201                           | Luca Ascani (ITA)             | 55e                           |
| 202                           | Thomas Bertolini (ITA)        | AB                            |
| 203                           | Pierpaolo De Negri (ITA)      | AB                            |
| 204                           | Elia Favilli (ITA)            | AB                            |
| 205                           | Oscar Gatto (ITA)             | 73e                           |
| 206                           | Kevin Hulsmans (BEL)          | 72e                           |
| 207                           | Luca Mazzanti (ITA)           | 42e                           |
| 208                           | Filippo Pozzato (ITA)         | 27e                           |

| Landbouwkrediet-Euphony LAN | Landbouwkrediet-Euphony LAN | Landbouwkrediet-Euphony LAN |
| --------------------------- | --------------------------- | --------------------------- |
| Num                         | Coureur                     | Pos                         |
| 211                         | Frédéric Amorison (BEL)     | AB                          |
| 212                         | Koen Barbé (BEL)            | 79e                         |
| 213                         | Dirk Bellemakers (NED)      | 74e                         |
| 214                         | Bert De Waele (BEL)         | AB                          |
| 215                         | Sébastien Delfosse (BEL)    | AB                          |
| 216                         | Kurt Hovelijnck (BEL)       | 75e                         |
| 217                         | Baptiste Planckaert (BEL)   | AB                          |
| 218                         | Davy Commeyne (BEL)         | AB                          |

| Project 1t4i PRO | Project 1t4i PRO         | Project 1t4i PRO |
| ---------------- | ------------------------ | ---------------- |
| Num              | Coureur                  | Pos              |
| 221              | Bert De Backer (BEL)     | AB               |
| 222              | Koen de Kort (NED)       | AB               |
| 223              | John Degenkolb (GER)     | 6e               |
| 224              | Dominic Klemme (GER)     | NP               |
| 225              | Ramon Sinkeldam (NED)    | AB               |
| 226              | Tom Stamsnijder (NED)    | 37e              |
| 227              | Ronan van Zandbeek (NED) | AB               |
| 228              | Tom Veelers (NED)        | AB               |

| Europcar EUC | Europcar EUC           | Europcar EUC |
| ------------ | ---------------------- | ------------ |
| Num          | Coureur                | Pos          |
| 231          | Yukiya Arashiro (JPN)  | AB           |
| 232          | Mathieu Claude (FRA)   | 34e          |
| 233          | Vincent Jérôme (FRA)   | AB           |
| 234          | Damien Gaudin (FRA)    | 70e          |
| 235          | Alexandre Pichot (FRA) | 8e           |
| 236          | Sébastien Turgot (FRA) | 10e          |
| 237          | David Veilleux (CAN)   | 50e          |
| 238          | Thomas Voeckler (FRA)  | 67e          |

| Topsport Vlaanderen-Mercator TSV | Topsport Vlaanderen-Mercator TSV | Topsport Vlaanderen-Mercator TSV |
| -------------------------------- | -------------------------------- | -------------------------------- |
| Num                              | Coureur                          | Pos                              |
| 241                              | Pieter Jacobs (BEL)              | 54e                              |
| 242                              | Stijn Neirynck (BEL)             | AB                               |
| 243                              | Jelle Wallays (BEL)              | AB                               |
| 244                              | Preben Van Hecke (BEL)           | 20e                              |
| 245                              | Steven Van Vooren (BEL)          | AB                               |
| 246                              | Sven Vandousselaere (BEL)        | 98e                              |
| 247                              | Pieter Vanspeybrouck (BEL)       | AB                               |
| 248                              | Zico Waeytens (BEL)              | AB                               |